# Mario Guarnacci
Mario Guarnacci (Volterra, 25 ottobre 1701 – Volterra, 21 agosto 1785) è stato un letterato, archeologo e numismatico italiano, famoso per aver donato alla sua città la sua biblioteca personale e la sua collezione di reperti etruschi, divenuti rispettivamente la Biblioteca comunale Guarnacci e il Museo etrusco Guarnacci.

## Biografia
Mario Guarnacci nacque a Volterra il 25 ottobre 1701 da Raffaello Ottaviano Guarnacci, commendatore dell'Ordine di Santo Stefano e gentiluomo di camera del granduca Cosimo III de' Medici, e dalla patrizia senese Maria Girolama Bargagli.
Compì i primi studi a Volterra presso i padri scolopi che gli trasmisero le prime nozioni di lettere italiane e latine e lo introdussero alla lingua spagnola, inglese e francese; all'età di diciassette anni fu quindi mandato a Firenze presso lo zio Niccolò Silla Guarnacci, un addetto alla corte di Giovan Gastone de' Medici, per perfezionarsi nella lingua latina e greca sotto la guida del celebre Anton Maria Salvini.
Nel 1720 si trasferì a Pisa per iniziare gli studi di giurisprudenza, diritto civile e canonico, senza però conseguire alcuna laurea.
Rientrato poi a Firenze frequentò le varie accademie letterarie cittadine, soprattutto quella degli Apatisti, ed entrò a far parte del circolo, dedito allo studio del greco antico, che in quegli anni si raccoglieva intorno ad Anton Maria Salvini (l'incontro con quest'ultimo fu fondamentale per la formazione culturale di Guarnacci).
Tra il 1726 e il 1757 Guarnacci si recò a Roma, dove divenne prelato. Nel 1757 tornò definitivamente a Volterra, dove realizzò il Museo etrusco Guarnacci e la Biblioteca pubblica Guarnacci. Morì il 21 agosto 1785; il giorno successivo alla sua scomparsa gli vennero tributate solenni esequie nella chiesa di San Michele in Volterra e la sua salma fu portata nella chiesa di San Francesco dove fu deposta in un sepolcro marmoreo che egli stesso aveva fatto innalzare preventivamente tre anni prima.

### Guarnacci a Roma
Nel 1726 Mario Guarnacci passò a Roma con l'intenzione di perfezionarsi in giurisprudenza e con la speranza di accedere a cariche e onori presso la corte pontificia.
Il primo segno della stima acquistata presso le autorità ecclesiastiche romane venne con l'incarico di pronunciare un solenne discorso alla presenza del papa Benedetto XII, nella festa della Cattedra di San Pietro.
Nel 1729 monsignor Spannocchi presentò Guarnacci al sacerdote veneziano Carlo Rezzonico, che lo fece entrare nella Sacra Rota, in cui poteva partecipare allo studio delle cause nelle quali il prelato veneziano aveva diritto di voto; ciò lo avvicinò molto alla prelatura romana.
Nel 1730 morì Benedetto XIII e gli successe il fiorentino Lorenzo Corsini che si chiamò Clemente XII. Lorenzo Corsini era un amico di famiglia e personale di Mario e fin dai primi giorni del suo pontificato gli conferì la commenda dell'abbazia pisana di San Girolamo e lo mise al servizio del cardinale Alamanno Salviati, prefetto della Segnatura di Giustizia e presidente della Legazione di Urbino.
Guarnacci apparteneva inoltre al Supremo Tribunale della Segnatura Apostolica, del quale diventò uno dei più alti responsabili col titolo di Decano.
Un processo in cui ebbe molto da lavorare fu quello al cardinale Niccolò Coscia. Guarnacci si occupò anche di grandi questioni politiche: la Spagna aveva conquistato Parma e Piacenza, legate da tempo allo Stato Pontificio, l'Austria, il Regno di Napoli e altri stati pretendevano di imporre la loro politica alla Santa Sede e occorreva resistere; bisognava poi risanare le finanze che Benedetto XII non aveva affatto curato.
Mario continuò a dedicarsi alla letteratura italiana e greca tanto da entrare a far parte dell'Accademia dell'Arcadia nella quale si distinse col nome di Zelalgo Arassiano.
Nel 1733 fu iscritto nell'albo dei prelati romani e nel novembre dell'anno seguente, come premio per i suoi meriti e per i servizi resi alla corte pontificia, gli fu assegnata la prelatura della chiesa di San Giovanni de' Fiorentini e fu eletto canonico della patriarcale basilica di San Giovanni in Laterano, dove esercitò il servizio liturgico.
Nel 1740 morì Clemente XII e fu eletto sommo pontefice Benedetto XIV il quale lasciò a monsignor Guarnacci gli incarichi che già aveva e aggiunse quello di segretario della Congregazione Fermana, la quale aveva il ruolo di governare la città e il territorio di Fermo, sede arcivescovile.
Nel 1740 su desiderio del papa Benedetto XIV Mario Guarnacci venne incaricato di proseguire la compilazione di una grande opera sulla vita dei pontefici e dei cardinali, rimasta fino ad allora incompiuta. In pochi anni Guarnacci stilò le vite dei cardinali eletti dalla morte di Clemente X al principio del pontificato di Clemente XII e pubblicò l'opera a Roma presso la tipografia vaticana nel 1751 col titolo Vitae et res gestae Pontificum Romanorum et S.R.E. Cardinalium a Clemente X ad Clemente XII.

### Guarnacci e Volterra

#### Il Museo Etrusco

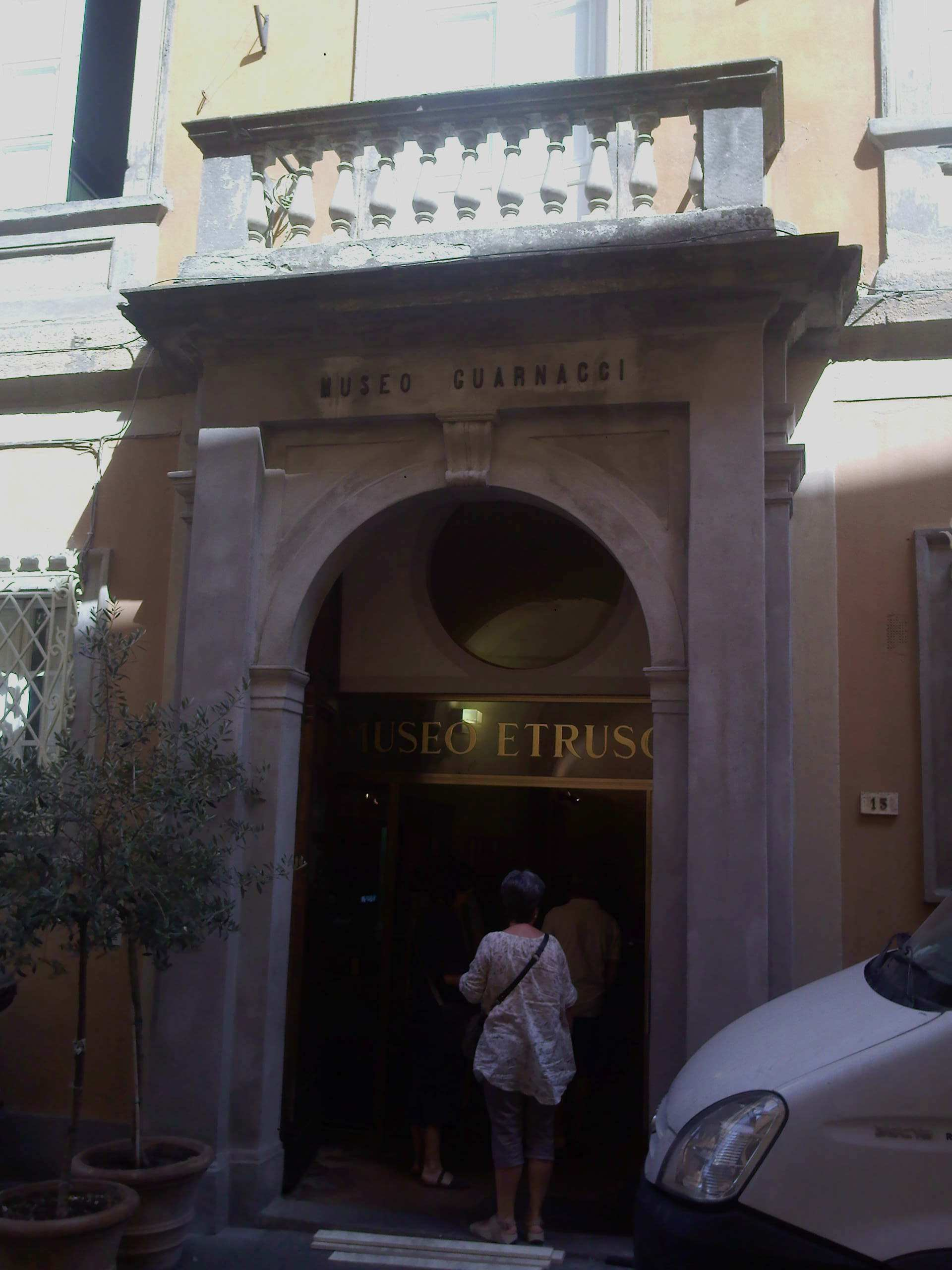
Museo Etrusco Guarnacci di Volterra

Pur risiedendo stabilmente a Roma, dove raccoglieva opere, reperti e cimeli dell'antichità classica, Mario era solito trascorrere le sue vacanze a Volterra, dove recentemente erano state fatte scoperte archeologiche.
Volle partecipare alla ricerca di ipogei etruschi investendo notevoli somme di denaro assieme ai fratelli Pietro, canonico e cavaliere dell'Ordine di Malta, e Giovanni, canonico e cavaliere di Santo Stefano.
I primi scavi furono eseguiti nell'estate del 1738 nel terreno dei Falconcini, la necropoli del Portone, e furono poi ripresi nell'autunno del 1739 alla presenza di Anton Francesco Gori che in quel periodo andava mettendo insieme il materiale per il terzo volume del suo Museum etruscum .
Negli anni seguenti furono poi eseguiti altri scavi ed acquisti dai Guarnacci ed il loro museo, sistemato in due sale del piano terreno del loro palazzo in piazza San Michele, si arricchì molto.
Mario divenne molto celebre per la sua attività di erudito anche all'estero: ricevette infatti importanti attestazioni di stima da Luigi XV di Francia, che gli concedette una pensione e da Francesco II, Granduca di Toscana, che gli assegnò una commenda dell'Ordine di Santo Stefano.
Alla fine del 1757, nonostante le benemerenze e gli alti incarichi conseguiti durante la sua permanenza a Roma, per motivi di salute forse o per contrasti con eminenti personaggi della corte pontificia, Guarnacci si ritirò definitivamente a Volterra pur conservando fino alla morte cospicui benefici romani.
Nella città natale, poiché aveva bisogno di un'abitazione più ampia e comoda, Mario si trasferì dalla casa paterna al palazzo acquisito dagli eredi di Lodovico Maffei, palazzo fatto ultimare nel 1527 da Mario Maffei vescovo di Aquino e situato nell'odierna via Guidi.
Il Museo etrusco Guarnacci, che per ragioni successorie era divenuto comune con altri beni tra Mario e il nipote Giovan Gastone, divenne oggetto di un aspro contenzioso risolto nel 1759 dalla sentenza della Rota fiorentina che lo assegnò a monsignor Guarnacci ritenuto il più idoneo a condurlo nell'interesse privato e pubblico, quindi egli provvide a far trasferire il museo al piano terreno del suo palazzo.
Nel frattempo egli continuò ad arricchirlo con nuovi reperti grazie anche alla sua diretta attività archeologica che tra il 1759 e il 1761 si estese all'esplorazione dei ruderi di pubblici edifici e all'individuazione delle terme di San Felice e di Vallebona.
Guarnacci temeva che alla sua morte la preziosissima raccolta si potesse smembrare, quindi con un atto di donazione del 15 settembre 1761, confermato dai testamenti del 14 gennaio e del 4 gennaio 1770, cedette il suo museo al pubblico della città di Volterra, fatta eccezione per le sculture romane da lui acquistate a Roma.
Con questa donazione realizzò un'idea che aveva già da tempo ed infatti in più di una circostanza sin dagli inizi degli scavi, aveva manifestato la preoccupazione che questi preziosi resti, una volta riportati alla luce, potessero prendere la via dell'estero, mentre dovevano servire "per benefizio delle lettere e per gloria di questo paese".
Grazie a nuovi ritrovamenti e ad ulteriori acquisti il Museo Guarnacci divenne uno dei più belli d'Italia e la sua fama assunse dimensioni tali che lo stesso granduca Pietro Leopoldo, trovandosi in visita a Volterra nel 1773, volle visitarlo ed espresse il proprio compiacimento sia per la dottrina del collezionista che per la bellezza e la rarità degli oggetti raccolti.
Nel 1774, tuttavia, morì inaspettatamente il nipote Giovan Gastone lasciando unici superstiti della famiglia e privi ormai di speranze di successione lo stesso monsignor Mario e suo fratello Giuseppe. Fu per questo motivo che Guarnacci chiese al granduca di Toscana la facoltà di poter adottare un figlio; così il 18 maggio 1774 monsignor Mario chiamò a far parte della famiglia il secondogenito di sua sorella Ottavia, Paolo Buonamici. Datogli quindi il suo cognome lo nominò suo erede e fece in modo di congiungerlo in matrimonio con Lucilla figlia di Mario Maffei.
Per quanto riguarda il Museo, mantenendo quanto aveva disposto con la donazione del 1761, definì la condizione giuridica dell'ente da lui fondato che dotò di una rendita annua di 120 scudi.
Con la morte di Giovan Gastone tutto il patrimonio della famiglia finì per confluire nelle mani di monsignor Mario che pertanto divenne ricchissimo.

#### La Biblioteca Pubblica

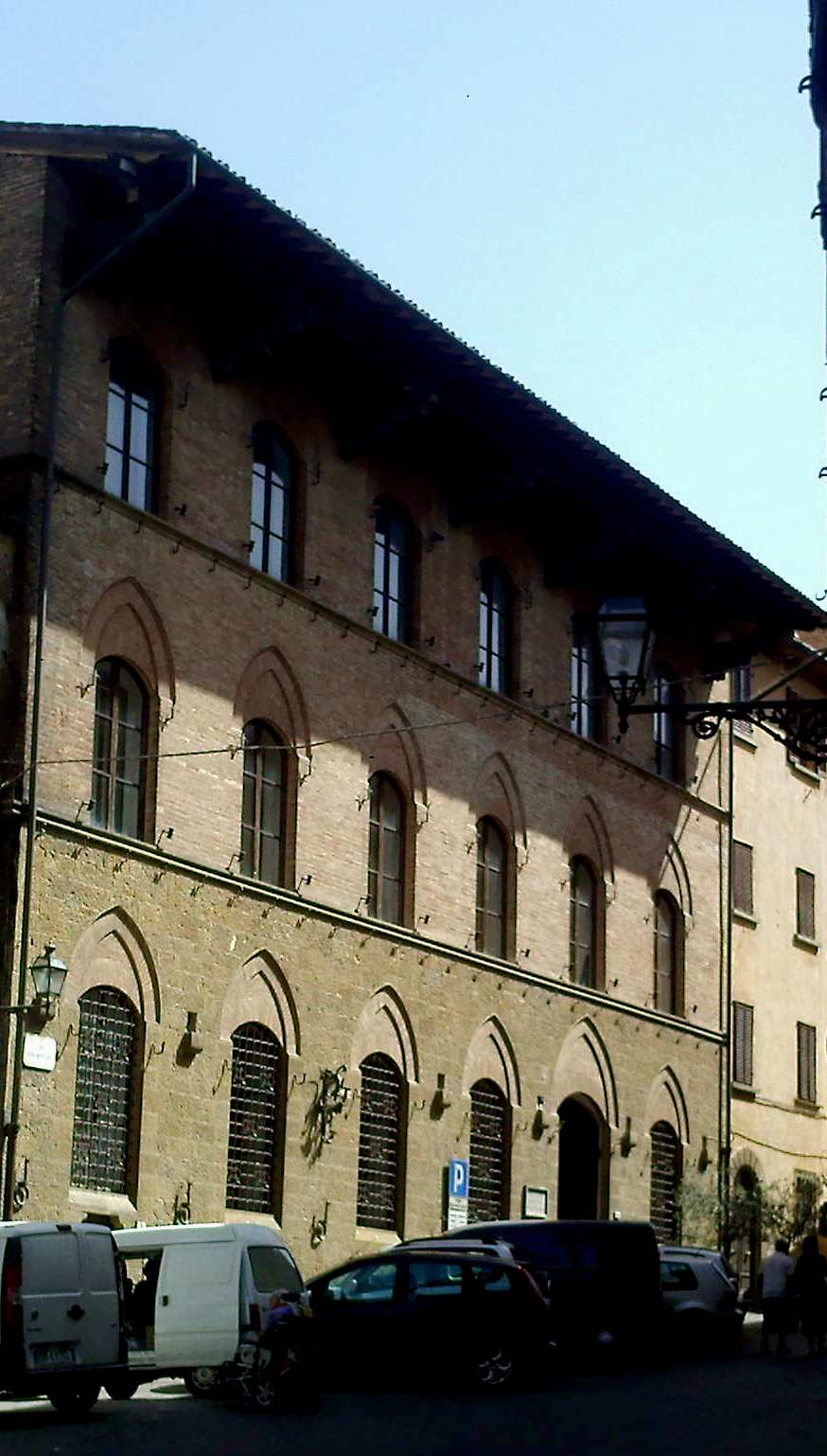
Biblioteca Guarnacci di Volterra

Dopo il lungo soggiorno romano durante il quale aveva tentato la carriera ecclesiastica, tornato a Volterra nel 1757, oltre agli scavi archeologici, Guarnacci si dedicò prevalentemente alle ricerche sugli antichi popoli italici, con lo scopo principale di accrescere la propria già copiosa collezione.
Nel secolo che costituì, specie nei primi decenni, un momento particolarmente felice per gli studi eruditi, l'essere bibliotecario costituiva una delle massime aspirazioni degli studiosi dell'epoca.
La consapevolezza del valore del patrimonio storico - bibliografico, unita al timore che la ricchezza delle conoscenze così acquisite potesse andare perduta, spinse Mario a far sì che tutto quello che aveva recuperato non rimanesse qualcosa di privato, ma diventasse patrimonio pubblico.
Oltre a salvaguardare i beni librari ed artistici, egli desiderava promuovere la lettura e una maggiore circolazione delle idee.
In una cittadina come Volterra che, durante gli anni quaranta, grazie ai ragguardevoli ritrovamenti archeologici, si era trovata al centro di importanti studi storici, la promozione di istituti culturali "pubblici", offriva la possibilità di apertura e scambio con il mondo culturale ufficiale altrimenti troppo lontano.
Egli decide così di donare ai cittadini di Volterra tutto il suo patrimonio bibliografico con l'intenzione di fondare una biblioteca pubblica.
Ribadisce più volte che la biblioteca dovrà essere del pubblico e fa appello soprattutto alle autorità ecclesiastiche affinché portino a termine l'opera qualora non fosse in grado di farlo il suo iniziatore.
Il vero scopo fu quello di tutelare il patrimonio raccolto e di far sì che le antichità trovate in Volterra rimanessero per sempre nel luogo d'origine, infatti agli eredi lasciò solo ritrovamenti archeologici che non fossero volterrani, mentre si rivolse al sovrano affinché né l'intero museo, né una sola sua parte venissero mai trasferiti a Firenze.
Se quindi il museo agli inizi degli anni sessanta era già formato e secondo il volere del possessore destinato a divenire pubblico, la biblioteca a quell'epoca esisteva solo come libreria personale e solo in seguito alla diversa funzione che avrebbe dovuto svolgere, acquistò le dimensioni e le caratteristiche dell'odierno fondo Guarnacci.
Per arricchire la sua libreria, Mario iniziò a raccogliere libri e opere di vario genere, scelse Roma per i suoi principali acquisti e scambi. Tra i libri pervenuti da Mario figurano:
- Corpo de Concili di Philippe Labbe, acquistato nel 1749 dall'editore Monaldini una grande opera in 18 volumi.
- Histoire ecclesiastique di Claude Fleury, sempre presente nelle biblioteche di una certa dimensione.
- Corpus omnium veterum poetarum latinorum, una collezione rimasta incompiuta, quindi poco ricercata, della quale è difficile trovare riuniti insieme i 35 volumi usciti.
- L'edizione dei Vangeli di Bianchini stupenda per l'esecuzione tipografica ristampata ancora nel 1904 e nel 1914.
- I sette volumi pubblicati della incompiuta Biblioteca universale sacro-profana, la prima enciclopedia concepita secondo vedute moderne, dall'erudito e cosmografo Vincenzo Maria Coronelli.
- la prima nel complesso ottima edizione di tutte le opere di Pietro Bembo.
- L'edizione di Venezia degli Acta Eruditorum di Lipsia che contengono una scelta dei migliori brani pubblicati nel giornale dal 1682 al 1740.
- Deliciae eruditorum di Giovanni Lami.
- Supplementa ad Sacrosanta Concilia di Giovanni Domenico Mansi.
- Due opere di uno dei maggiori esponenti del giusnaturalismo come il De iure naturae et gentium e la traduzione del De officio hominis et civis di Samuel von Pufendorf.
- Dizionario universale di medicina di Robert James.

Gli altri sono testi di carattere più vario, tra i quali prevalgono libri di argomento tecnico – scientifico, secondo il nuovo indirizzo della cultura italiana del secondo Settecento: tra i più noti:
- Newtonianismo per le dame di Francesco Algarotti, opera di carattere scientifico – divulgativo già allora conosciutissima.
- Congresso notturno delle Lammie di Girolamo Tartarotti.
- Delle monete e dell’istituzione delle Zecche d’Italia opera, in 4 volumi, del riformatore Gian Rinaldo Carli, amico di Cesare Beccaria.
- L'Agricoltore sperimentato opera sull'agricoltura di Cosimo Trinci.

Non mancano inoltre libri di storia locale, testi linguistici, tra i quali una grammatica ed un dizionario di inglese:
- Regole per la toscana favella del senese Girolamo Gigli;
- L'edizione veneziana del Vocabolario dell'Accademia della Crusca.
- I testi assai noti come Le Avventure di Telemaco di Fénelon.

Si può ritenere che i numerosi libri di carattere divulgativo siano presenti non tanto per l'influsso delle tendenze culturali dell'epoca, quanto come scelta dettata dalla necessità di fornire la libreria, oltre che di testi più impegnativi, anche di opere rivolte ad un pubblico più vasto.
Fatto qualche ultimo acquisto tra cui la biblioteca di Fabricius in 15 tomi, Guarnacci poteva con soddisfazione ritenere di aver portato a termine in poco più di due anni, il suo progetto di "pubblica libreria".
Intorno al 1765 la biblioteca era fondamentalmente costituita, abbiamo notizia di due considerevoli baratti, nel ’69 con Monaldini a Roma e l'anno successivo con il libraio Andrea Spulcioni a Firenze, di cui abbiamo ritrovato il contratto, nei vent'anni che seguirono, Guarnacci morirà nel 1785, l'incremento fu piuttosto modesto e si trattò di studi che stava compiendo per la sua opera sul primato etrusco le "Origini Italiche".
Nel 1786 viene fondata la Biblioteca Pubblica Guarnacci con lascito testamentario a favore dei cittadini di Volterra di circa 7.000 volumi da parte di Mario Guarnacci.
Nel corso del tempo questa biblioteca è andata costantemente accrescendosi con acquisti, depositi e donazioni fino a raggiungere la ragguardevole dimensione attuale di circa 50.000 volumi.
La Biblioteca di Volterra situata in via Don Minzoni, la stessa via del Museo Etrusco, tuttora è un'importante biblioteca storica della Toscana e per la ricchezza dei suoi depositi antichi si presenta ancora come inesauribile miniera per lo studioso di discipline storico – letterarie.

## L'attività letteraria

### Poetica
Nel periodo in cui Mario entrò a far parte dell'Accademia dell'Arcadia scrisse molte poesie in greco e in italiano tanto da qualificarlo tra i migliori poeti arcadici di quel tempo.
Le poesie vennero raccolte in un volume che fu pubblicato nel 1769 a Lucca presso Leonardo Venturini col titolo di Poesie di Zelalgo Arassiano.
L'attività poetico – letteraria di Mario Guarnacci, fondata su solide basi filologiche, e sostanziata da contenuti di grande integrità morale ed intellettuale, funge da strumento e poi da cassa di risonanza per quella storico – erudita, egli deve aver operato fra questa e l'attività poetica una distinzione di ambiti alla quale nel tempo si mantenne fedele e la scelta di conservare e pubblicare sotto il nome arcadico la produzione poetica, sotto il nome di battesimo le opere di carattere erudito, testimonia simbolicamente questa distinzione.
La sua produzione poetica comprende inoltre traduzioni, liriche e un lavoro drammatico, quest'ultimo, una tragedia in cinque atti intitolata Muzio Scevola.
Le liriche e le traduzioni sono state stampate più volte: vennero raccolte anch'esse nell'edizione lucchese stampata dal tipografo Leonardo Venturini, e le ha riprodotte l'editore Froni nel 2001, per iniziativa dell'Accademia dei sepolti e del Comune di Volterra, in occasione del terzo centenario della nascita di Mario Guarnacci.

### Traduzione dell'Ecuba
Nonostante i suoi studi il lavoro sugli autori antichi resta in questi anni al centro delle sue attività: Guarnacci si impegna a tradurre dal greco varie tragedie di Sofocle e di Euripide. Salvini apprezzò molto la traduzione dell'Ecuba corredandola di note raccomandò all'allievo di darla alle stampe. La traduzione è elegante e tuttora apprezzabile: all'epoca fu accolta con tutti gli onori.
Rappresenta il primo lavoro poetico che Mario non rifiuterà: stampata sotto il nome di battesimo nel 1725 a Firenze, la traduzione sempre corredata delle preziose note, e finalmente con il testo greco a fronte, ricomparirà anche nel 1769 all'interno dell'edizione lucchese delle Poesie di Zelalgo Arassiano.. Nella lettera dedicatoria al Salvini, Guarnacci dichiara di seguire l'esempio degli antichi scrittori, raccomandando la sua traduzione all'illustre maestro, e la riconosce frutto dei suoi insegnamenti.

### Traduzione delle Troades di Seneca
Guarnacci tradusse anche le Troades di Seneca, corredate di prefazione e stampate in fondo al volume delle Poesie di Zelalgo Arassiano (edite a Lucca nel 1769). La traduzione non è datata, ma viene attribuita agli anni trascorsi fra Firenze e Pisa prima del trasferimento a Roma. Dalla prefazione alle Troades si affaccia un Guarnacci in perfetta sintonia con quello incontrato nella prefazione all'Ecuba: il giovane traduttore utilizza le stesse autorità e gli stessi argomenti.
Insomma egli dichiara e dimostra di dedicarsi ai suoi studi filologici, orientati attraverso una serie di traduzioni all'acquisizione di eloquenza e dottrina, contemporaneamente all'impegno negli studi.

### Il Muzio Scevola
Il Muzio Scevola è una tragedia che costituisce la sintesi ultima di tutte le sfaccettature della fisionomia di intellettuale erudito del Guarnacci. Egli dichiara preliminarmente che il suo racconto è tutto storico perché si basa su fonti classiche puntualmente citate: Dionigi di Alicarnasso, Tito Livio, Plutarco.
Oltre che funzionale all'acquisizione di evidenza storico – documentaria, il testo antico si rivela anche strumentale all'elaborazione di un modello di scrittura tragica. Il contenuto di quest'opera fa poi da contrappunto ideale alla visione etrusco- centrica dell'universo che Guarnacci aveva offerto con le Origini Italiche nel campo della ricerca storico – erudita e la campagna contro la mistificazione, premessa comune delle sue opere si concretizza nell'antigrecismo che affiora dal Muzio Scevola così come nella riaffermazione del debito di civilizzazione contratto dai romani con gli etruschi, nel far dibattere a questi, quasi tecnicamente, argomenti legati al modo di osservazione delle leggi.
Qui rievoca anche i suoi passati studi di giurisprudenza, infine egli ribadisce il suo impegno maieutico e l'idea che la letteratura debba essere esemplare, scegliendo di portare in scena i personaggi che parlano la lingua della magnanimità.
La tragedia narra la leggenda romana di un giovane aristocratico, Caio Muzio Cordo che voleva uccidere il comandante etrusco Porsenna durante l'assedio di Roma nel 508 a.C., ma sbagliò persona e fece ardere la propria mano sul fuoco per punirla dell'errore commesso, in seguito a ciò fu chiamato Scevola.
I personaggi che Mario sceglie per la sua tragedia sono etruschi e romani: il re etrusco Porsenna, il figlio etrusco Arunte, i romani Muzio, Orazio Coclite ed il console Publio Valerio Publicola, le romane Valeria, figlia del console, e la sua amica Clelia.

### Le origini italiche

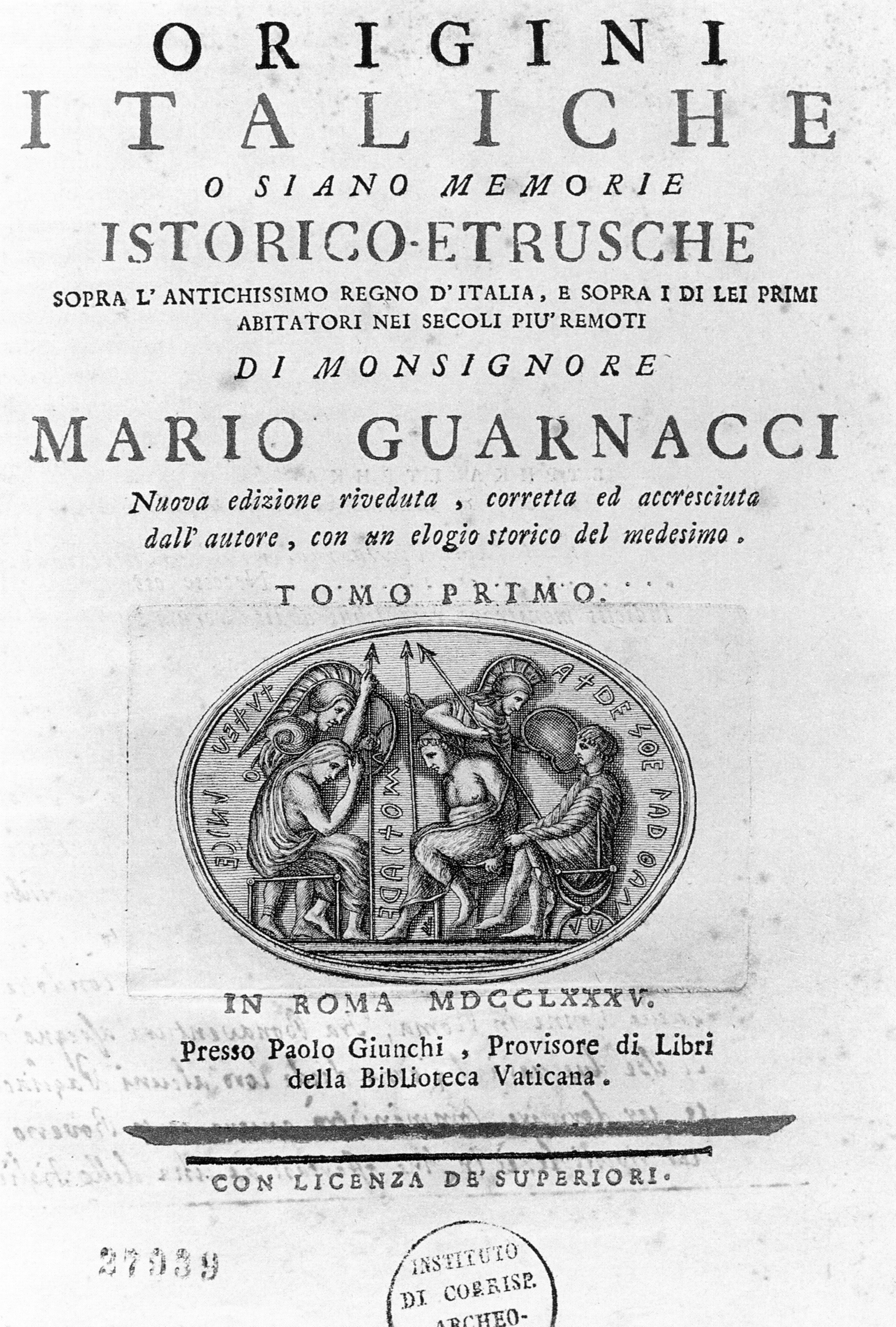
Origine Italiche edizione 1785

La sua sincera passione per l'antichità oltre alle fruttuose esplorazioni archeologiche, si tradusse anche in profondi ed eruditi studi che volevano dimostrare il primato etrusco nella civilizzazione del mondo antico; fu così che nel suo soggiorno volterrano condusse a termine la sua opera maggiore che col titolo di Origini italiche o siano memorie istorico – etrusche sopra l'antichissimo regno d'Italia e sopra i di lei primi abitatori nei secoli più remoti apparve tra il 1767 e il 1772 in tre tomi stampati a Lucca da Leonardo Venturini.
È un'opera molto erudita sulle origini mitiche e storiche dei popoli che per primi abitarono la penisola italiana, popoli che l'autore fa discendere dagli Etruschi, dei quali analizza la lingua, le monete, le arti e le scienze. Mario voleva dimostrare che le arti e le scienze non erano state introdotte, come si pensava comunemente, in Italia dalla Grecia, ma viceversa.
Nelle Origini Italiche come già in alcune delle poesie composte dopo la fine degli anni '40, e poi nel Muzio Scevola, l'etrusco Guarnacci rimprovera anche i romani per la loro opera di cancellazione perfino delle memorie etrusche, soprattutto per il mancato riconoscimento del debito di civilizzazione contratto con l'antico popolo italico da cui hanno derivato studi, leggi, arti, monumenti e riti.
Guarnacci dunque vuole dimostrare che la civiltà della Grecia e quella di Roma sarebbero figlie della civiltà Etrusca. La tesi trovò all'inizio molti sostenitori e anche molti oppositori, piano piano gli entusiasti restarono pochi, l'Accademia Etrusca di Cortona, città etrusca, accettò subito la tesi del Guarnacci e lo nominò suo lucomone.

### La produzione negli anni romani
Dopo la morte di Anton Maria Salvini avvenuta nel 1729 egli compose una biografia del maestro che si stampò nel 1751, all'interno del tomo V delle Vite degli Arcadi illustri.
Quattro sonetti, una canzone e un capitolo in terza rima entrarono nel tomo X delle Rime degli Arcadi.
- I primi due sonetti "Se sapesse il destrier perché col freno" e "Dice l’orgoglio umano a me la terra", sono di argomento morale e vogliono esortare all'umiltà e alla fiducia nell'ordine data dalla divinità.
- Il sonetto "Ombre eccelse di Roma alfin potrete" celebra un trionfo della fede nell'elezione alla dignità di senatore di Roma del conte Nicolò Bielk dopo abiurata l'eresia.
- Il sonetto successivo "Fuma già da due lustri il sacro altar" fu composto per la festa di Sant'Andrea Corsini celebrata durante l'anno 1740 nella chiesa Lateranense e testimonia ancora una volta il legame di Guarnacci con la famiglia di Clemente XII.
- La canzone "O dei campi d’Italia alto ornamento" compiange la morte senza eredi di Gian Gastone de' Medici granduca di Toscana, e quindi la dinastia dei Medici destinata all'estinzione: questa canzone è probabilmente la più interessante della raccolta, utile certamente a calibrare la scala di valori del Guarnacci.
- Chiude la raccolta delle rime di Guarnacci il capitolo "Pensando io stava a quell’acerbo strazio", che rappresenta invece lo spazio d'espressione per un privato dolore, quello seguito alla morte prematura di Cosimo Guarnacci, tenente colonnello delle truppe di Toscana e fratello minore di Mario.

A queste opere sono comuni la raffinatezza linguistico – stilistica e la ricerca di una musicalità pacata che caratterizzano l'impegno formale di Guarnacci in Arcadia.